# Gilsey Hotel
El Gilsey Hotel  es un hotel histórico ubicado en Nueva York, Nueva York. El Gilsey Hotel se encuentra inscrito como un Hito Histórico Neoyorquino en la Comisión para la Preservación de Monumentos Históricos de Nueva York al igual que en el Registro Nacional de Lugares Históricos desde el 14 de diciembre de 1978. Hatch, Stephen D. y Badger, Daniel fueron los arquitectos del Gilsey Hotel.

## Ubicación
El Gilsey Hotel se encuentra dentro del condado de Nueva York en las coordenadas 40°44′45″N 73°59′19″O / 40.745833, -73.988611.